# Manská kuchyně

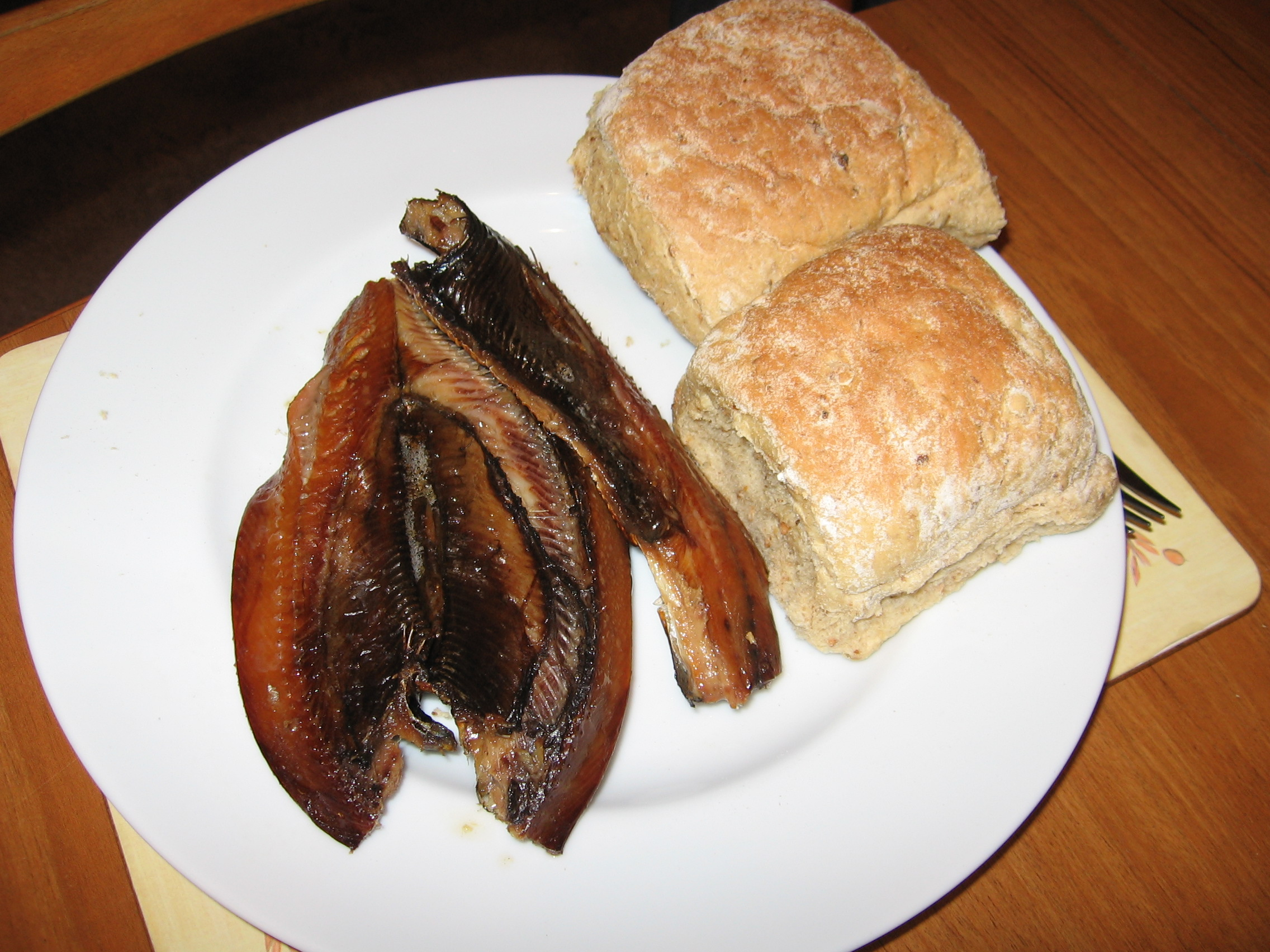
Kipper

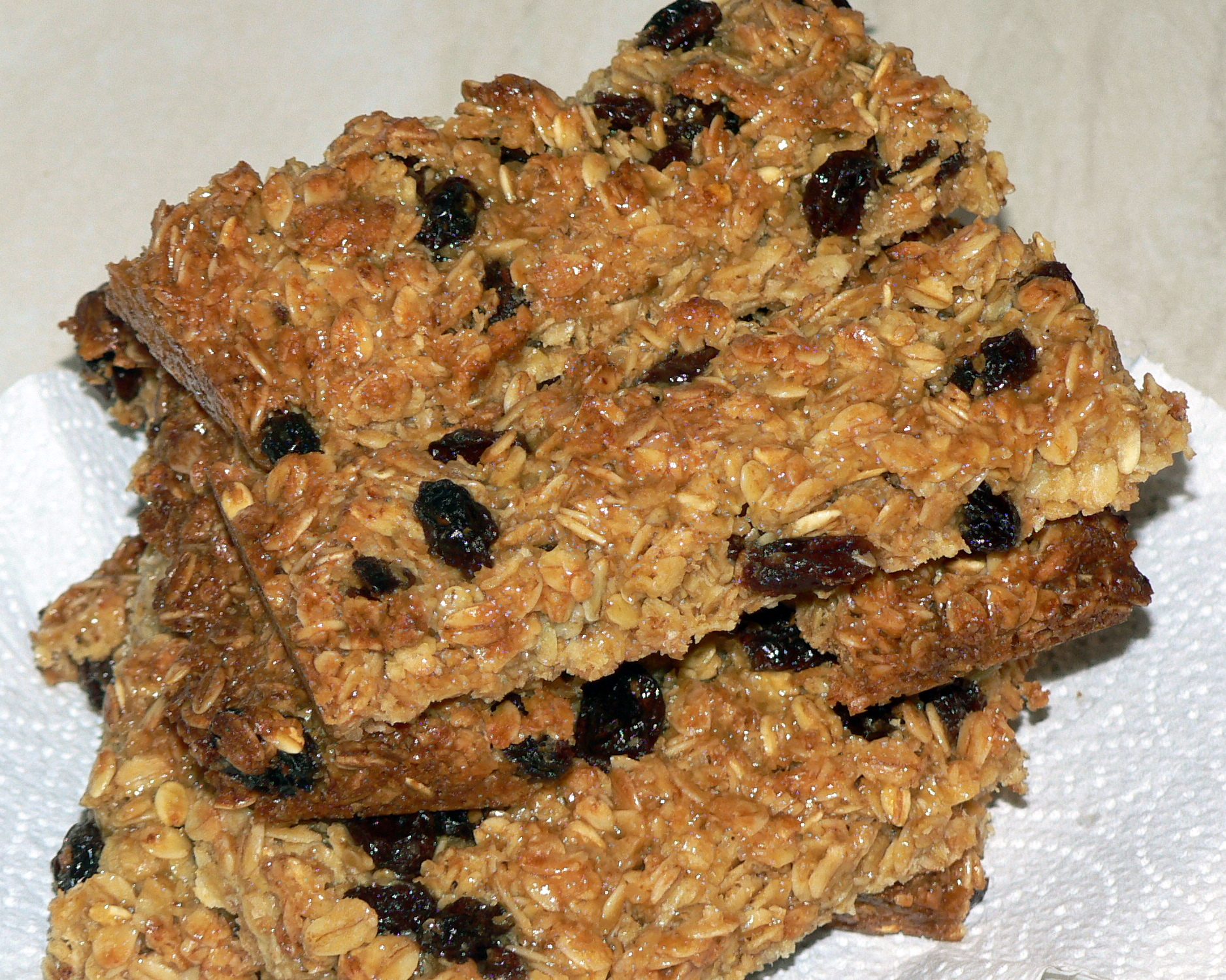
Flapjack

Kuchyně ostrova Man je založena na rybách, mořských plodech, zvěřině, mléčných výrobcích a chlebu.

## Příklady manských pokrmů
Příklady manských pokrmů:
- Manský kipper, uzený sleď
- Spuds and Herrin, sleď s bramborami
- Hranolky se sýrovou omáčkou a masovou šťávou, pokrm podobný kanadské poutine
- Queen Scallops (Queenies), mušle
- Různé sýry
- Bonnag, druh drobivého chleba na bázi jedlé sody, existuje i varianta kdy je bonnag plněný ovocem[3]
- Zmrzlina
- Flapjack, zákusek podobný müsli tyčince[4]